# The Hunter (альбом Ike & Tina Turner)
The Hunter — студійний альбом американського дуету Ike & Tina Turner, випущений у 1969 році лейблом Blue Thumb.

## Опис
Альбом став другим після Outta Season (1969) для дуету Ike & Tina Turner, випущеним на каліфорнійському лейблі Боба Краснова Blue Thumb.
Складається з 9 композицій і включає в основному кавер-версії блюзових пісень, серед яких «The Things I Used to Do» Гітар Сліма, «You Got Me Running» Джиммі Ріда, заглавна «The Hunter» Альберта Кінга і власна «Bold Soul Sister». Інтерпретація «The Hunter» у 1970 році була номінована на нагороду «Греммі» в категорії «Найкраще жіноче вокальне ритм-енд-блюзове виконання» (яка стала першою сольною номінацією для Тіни).
У 1969 році альбом посів 49-е місце в чарті The Billboard 200 журналу «Billboard», а у 1970 році — 176-е місце у чарті R&B Albums.
У 1969 році «The Hunter» і в 1970 році «Bold Soul Sister» були видані на синглах. «The Hunter» посів 37-е в R&B Singles і 93-є в Billboard Hot 100, а «Bold Soul Sister» 22-е і 59-е місця відповідно.

## Список композицій
1. «The Hunter» (Стів Кроппер, Дональд «Дак» Данн, Букер Т. Джонс, Ел Джексон, мл., Джуніор Веллс)  — 6:30
2. «You Don't Love Me (Yes, I Know)» (Еллас Мак-Деніел) — 3:00
3. «You Got Me Running» (Джиммі Рід) — 3:00
4. «Bold Soul Sister» (Айк Тернер, Тіна Тернер)— 2:35
5. «I Smell Trouble» (Дон Робі) — 3:45
6. «The Things I Used to Do» (Гітар Слім) — 3:10
7. «Early in the Morning» (Баррі Менн, Сінтія Велл) — 3:00
8. «You're Still My Baby» (Чак Вілліс)— 2:45
9. «I Know» (Барбара Джордж)— 2:45

## Учасники запису
- Тіна Тернер — вокал
- Айк Тернер — гітара

Технічний персонал
- Боб Краснов — продюсер
- Мікеланджело Лігвіні — дизайн обкладинки
- Бартрам Бартрам — фотографія обкладинки

## Хіт-паради
Альбоми
| Рік  | Чарт              | Позиція |
| ---- | ----------------- | ------- |
| 1969 | The Billboard 200 | 176     |
| 1970 | R&B Albums        | 49      |

Сингли
| Рік  | Сингл              | Чарт              | Позиція |
| ---- | ------------------ | ----------------- | ------- |
| 1969 | «The Hunter»       | R&B Singles       | 37      |
| 1969 | «The Hunter»       | Billboard Hot 100 | 93      |
| 1970 | «Bold Soul Sister» | R&B Singles       | 22      |
| 1970 | «Bold Soul Sister» | Billboard Hot 100 | 59      |

## Нагороди
Премія «Греммі»
| Рік  | Альбом/Композиція | Категорія                                             | Переможець              |
| ---- | ----------------- | ----------------------------------------------------- | ----------------------- |
| 1970 | «The Hunter»      | «Найкраще жіноче вокальне ритм-енд-блюзове виконання» | Тіна Тернер (номінація) |

## Видання
| Країна          | Дата | Лейбл      | Формат | Каталог        |
| --------------- | ---- | ---------- | ------ | -------------- |
| США             | 1969 | Blue Thumb | LP     | BTS 11         |
| Франція         | 1969 | Harvest    | LP     | BT 10.008      |
| Німеччина       | 1969 | Harvest    | LP     | 1 C 062-91 260 |
| Велика Британія | 1970 | Harvest    | LP     | SHSP 4001      |